# Prosoparia juno
Prosoparia juno är en fjärilsart som beskrevs av Jones 1912. Prosoparia juno ingår i släktet Prosoparia och familjen nattflyn. Inga underarter finns listade i Catalogue of Life.